# Giuseppe Favasuli
Giuseppe Favasuli (født 16. september 1958 i Calabrien, Italien) er en italiensk fodboldtræner og tidligere scout, der senest var træner for HIK. Har tidligere trænet Ølstykke FC og AB 1970.

## Klubkarriere
- 19xx-19xx: Reggina Calcio (Italien)

## Trænerkarriere
- 200?-2001: Assistenttræner i AC Ballerup
- 2001-2004: Assistenttræner i Boldklubben Fremad Amager
- 2004-2006: Cheftræner i AB 70
- 2007-2008: Cheftræner i Boldklubben Skjold (Kvinder)
- 2008: Assistenttræner i Ølstykke FC
- 2008-2009: Cheftræner i Ølstykke FC
- 2014-2015: Cheftræner i B.93
- 2016-2017: Cheftræner i HIK